# Zaczyn (tygodnik)
Zaczyn – tygodnik ukazujący się od 3 grudnia 1936 do 24 sierpnia 1939 i skupiający wokół niego środowisko polityczne, reprezentujące radykalną prawicę sanacji – piłsudczykowskich nacjonalistów państwowych, zwolenników totalizmu.
Grupa „Zaczynu” wywodziła się z tajnego, wzorowanego na masonerii Zakonu Dobra i Honoru Polski, skupiającego zwolenników Walerego Sławka. Na czele Zakonu stał Adam Skwarczyński – "Pierwszy Żołnierz" (nazywany również "Wielkim Mistrzem Zakonu). Po śmierci Marszałka Piłsudskiego, w wyniku odsuwania Walerego Sławka na boczny tor polityki państwa, działalność Zakonu zamarła a znaczna część jego członków zaczęła konsolidować się wokół osoby Generalnego Inspektora Sił Zbrojnych – Edwarda Śmigłego-Rydza. Redaktorem naczelnym pisma został Filip Endelman, zastępcą Karol Lilienfeld-Krzewski, w skład grupy wchodzili też Julian Piasecki, płk Zygmunt Wenda, mjr Edmund Galinat, kpt. Wiktor Tomir Drymmer, Zygmunt Doellinger. „Zaczyn”, stojąc na gruncie sanacyjnej „ideologii państwowej”, postulował ustanowienie w Polsce ustroju totalitarnego skierowanego w jednakowym stopniu przeciw marksistowskiej i agrarystycznej lewicy, liberalnemu centrum oraz nacjonalistycznej prawicy. W 1938 r. „państwowcy” z „Zaczynu” uzyskali znaczący wpływ na Obóz Zjednoczenia Narodowego: Z. Wenda został szefem sztabu OZN, a  J. Piasecki kierownikiem Biura Studiów i Planowania. Na wiosnę 1939 r. z redakcji „Zaczynu” odszedł płk Zygmunt Wenda i za redagowanie pisma, jak donosiła wówczas prasa, za Polską Agencją Informacyjną, zostały odpowiedzialne osoby zbliżone do „Naprawy”, głównie Józef Mrozowicki,  prezes Legionu Młodzieży Polskiej i Leon Stachórski.

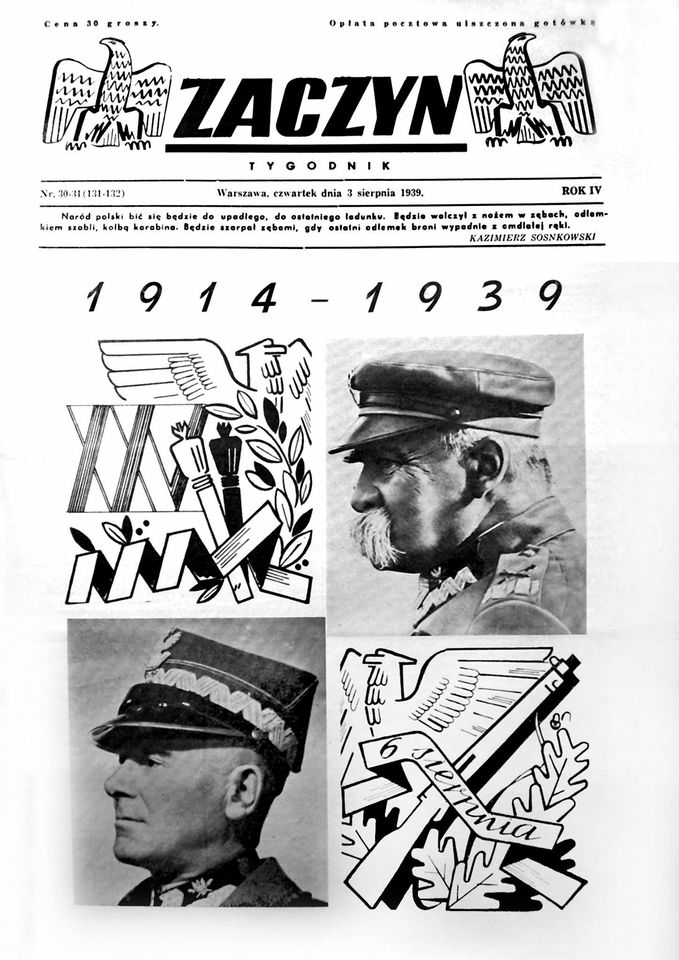
"Zaczyn", numer 30-31 z dnia 3 sierpnia 1939

## Literatura
- Jędruszczak Tadeusz: Piłsudczycy bez Piłsudskiego. Powstanie Obozu Zjednoczenia Narodowego w 1937 roku. Warszawa 1963.
- Tomasiewicz Jarosław: „Zaczyn” - polski model „totalizmu centrowego”. W: Ustrój państwa w polskiej myśli politycznej XX–XXI wieku. Pod red. Arkadiusz Lewandowski, Arkadiusz Meller, Witold Wojdyło. Toruń 2011.
- Tomasz Sikorski: Żelazny krok potężnych zdyscyplinowanych szeregów... Oblicze ideowo-polityczne środowiska "Zaczynu" (1936–1939). Studium z dziejów myśli politycznej piłsudczyków. Warszawa 2014.